# 833 Monica
833 Monica este un asteroid din centura principală, descoperit pe 20 septembrie 1916, de Max Wolf.